# 風雲 (1982年のテレビドラマ)
『風雲』（ふううん）は、1982年に韓国放送公社 (KBS) で放送された韓国の大河ドラマ。

## 概要
1982年1月10日から12月26日まで毎週日曜日の夜に放送された。李氏朝鮮末期の権力者である興宣大院君の生涯を描く。興宣大院君役をイ・スンジェが演じた。他にキム・ヨンエ、パン・ヒョジョン、ソ・ウリム、パク・チリョン、チャン・ミンホ、ミン・ジファン、ハン・ヘギョンが出演した。作品は辛奉承（シン・ボンスン）が脚本を書き、黃垠軫（ファン・ウンジン）が演出した。放送開始後2か月の時点で「史劇の新面目を見せ」、「従来の史劇観念を脱し若い世代に歴史意識を悟らせる」と評された。
前作の『大命』は現存映像が4回分のみであるのに対し、本作は10回を除く全体放映分と総集編映像が残っている。

## キャスト

### 主要人物
興宣大院君/李昰応：イ・スンジェ
主人公。
高宗：パク・チリョン
朝鮮第26代国王。
明成皇后：キム・ヨンエ
高宗の妃。
閔氏夫人：ソ・ウリム
興宣大院君の妻。

### その他の人物
大王大妃趙氏：パン・ヒョジョン
朝鮮第24代国王・憲宗の母。
哲宗：イム・ヒョク
朝鮮第25代国王。
哲仁王后金氏：チョ・ナムギョン
哲宗の妃。
李最応：キム・ソンウォン
興宣大院君の兄。
金玉均：シン・ドンフン
甲申政変の主導者。
金弘集：キム・セユン
開化派大臣。
金左根：チャン・ミンホ
安東金氏の当主。
朴珪寿：パク・ヨンモク
平安道観察使。

### 日本の人物
井上馨：ミン・ウク
外務卿・江華島条約の全権特使。
三条実美：イ・デロ
太政大臣。
伊藤博文：イ・スンホ
内閣総理大臣。
山縣有朋：イ・ヨン
陸軍卿。
陸奥宗光：パク・ギョンドク
外務大臣。
福沢諭吉：イ・チウ
啓蒙思想家。

### 清国の人物
李鴻章：ムン・オジャン
北洋大臣。
袁世凱：キム・ソンファン
駐朝鮮代表。

## 放送日程
| 放送回 | 放送日          | 題                               |
| ------ | --------------- | -------------------------------- |
| 第1回  | 01982年01月10日 | 東窓が明るかったのか、夜が長いね |
| 第2回  | 01月17日        | 夜が明ける頃                     |
| 第3回  | 01月24日        | 李夏銓の最後                     |
| 第4回  | 01月31日        | 哲宗登遐、その後                 |
| 第5回  | 02月07日        | 高宗の登極                       |
| 第6回  | 02月14日        | 吹いてくる風よ                   |
| 第7回  | 02月21日        | 俗世に従って                     |
| 第8回  | 02月28日        | 景福宮の渦巻                     |
| 第9回  | 03月07日        | 宮中は春なのに                   |
| 第10回 | 03月14日        | 燃えるシャーマン号               |
| 第11回 | 03月21日        | 長竹は折れて                     |
| 第12回 | 03月28日        | 恨み多き江華島                   |
| 第13回 | 04月04日        | 勤政殿の空                       |
| 第14回 | 04月11日        | 鎖国の早瀬の首                   |
| 第15回 | 04月18日        | 波はうねって                     |
| 第16回 | 04月25日        | 枯木に若芽は芽生えるのに         |
| 第17回 | 05月02日        | 辛未洋擾                         |
| 第18回 | 05月09日        | 斥和波紋                         |
| 第19回 | 05月16日        | 若芽はまだ幼くて                 |
| 第20回 | 05月23日        | 風かな、雲かな                   |
| 第21回 | 05月30日        | 十年の歳月                       |
| 第22回 | 06月06日        | 高宗の親政                       |
| 第23回 | 06月13日        | 昌徳宮に薫風が漂って             |
| 第24回 | 06月20日        | 倭館に暗雲が                     |
| 第25回 | 06月27日        | 雲揚号事件                       |
| 第26回 | 07月04日        | 江華島条約                       |
| 第27回 | 07月11日        | 玄海灘には暗雲が                 |
| 第28回 | 07月18日        | 修信使は帰ってきて               |
| 第29回 | 07月25日        | 開港の渦巻                       |
| 第30回 | 08月01日        | 李東仁の足どり                   |
| 第31回 | 08月08日        | 皮が割れる痛み                   |
| 第32回 | 08月15日        | 事宜、朝鮮策略                   |
| 第33回 | 08月22日        | 風が吹いてくる所                 |
| 第34回 | 08月29日        | 密使の最後                       |
| 第35回 | 09月05日        | 韓米修交                         |
| 第36回 | 09月12日        | 長くて蒸し暑い夏                 |
| 第37回 | 09月19日        | ああ！ 大院君駕籠に上る          |
| 第38回 | 09月26日        | はるかに遠い昌徳宮               |
| 第39回 | 010月03日       | 遠くなる故郷山川                 |
| 第40回 | 010月10日       | 斥和碑、倒れる                   |
| 第41回 | 10月17日        | 清国から吹く風                   |
| 第42回 | 10月24日        | 洋行                             |
| 第43回 | 10月31日        | 郵政局の落成                     |
| 第44回 | 11月07日        | 甲申政変、その後                 |
| 第45回 | 11月14日        | 天津条約の陰謀                   |
| 第46回 | 11月21日        | 大院君、帰還する                 |
| 第47回 | 11月28日        | 日清戦争                         |
| 第48回 | 12月05日        | 改革の熱風                       |
| 第49回 | 12月12日        | 去る人、来る人                   |
| 第50回 | 12月19日        | 走って、揺られて                 |
| 最終回 | 12月26日        | ああ！ 大韓帝国                  |

### 総集編
- 第1部：1982年12月20日（題：吹いてくる風よ）
- 第2部：1982年12月21日（題：鎖国の早瀬の首）
- 第3部：1982年12月22日（題：開港の渦巻）
- 第4部：1982年12月23日（題：ああ！ 大韓帝国）